# Rubén Cocimano
Rubén Oscar Cocimano Rubini (Quilmes, Argentina; 5 de febrero de 1962) es un exfutbolista argentino que se desempeñaba como centrocampista.

## Clubes
| Club               | País      | Año       |
| ------------------ | --------- | --------- |
| River Plate        | Argentina | 1982-1983 |
| Atlanta            | Argentina | 1984      |
| LDU Portoviejo     | Ecuador   | 1985-1986 |
| Atlético Tucumán   | Argentina | 1986-1989 |
| LDU Portoviejo     | Ecuador   | 1989-1990 |
| Deportivo Cuenca   | Ecuador   | 1990-1991 |
| Audaz Octubrino    | Ecuador   | 1991      |
| Nueva Chicago      | Argentina | 1992-1993 |
| Defensa y Justicia | Argentina | 1993-1994 |